# Dao (arme)
Pour les articles homonymes, voir Dao.

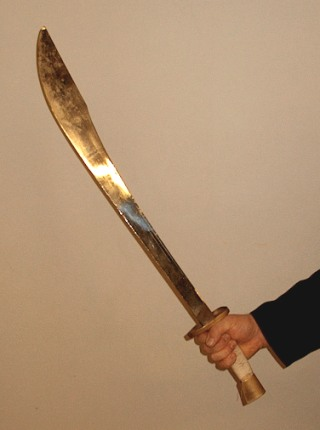
Un dao chinois

Le dao (chinois : 刀, pinyin: dāo) est une catégorie d'armes blanches chinoises. Ce terme est souvent traduit en français par « sabre » ou parfois « épée ». En Chine, dans la langue quotidienne, dao désigne également les différents types de couteaux. Dans le Kung-fu Shaolin, le sabre est surnommé « le général des armes ». Il fait partie des quatre armes de base en art martial chinois (avec le bâton, l'épée, et la lance).

## Description
Le dao est une arme robuste possédant une lame à un seul tranchant. Il est utilisé principalement pour tailler et bloquer solidement. Sa pratique se nomme Daoshu.

## Histoire
Le sabre est initialement une arme adoptée par la cavalerie. Il se répand sous les Han en raison de sa robustesse et de sa polyvalence (c'est une arme d'estoc et de taille). Sur le champ de bataille, il s'accompagne alors d'un bouclier, aussi bien dans l'infanterie que dans la cavalerie. Il remplace définitivement l'épée durant la période des Trois Royaumes.
Le sabre à double courbure et lame évasée aujourd'hui utilisé par les pratiquants de wushu n'a été utilisé dans l'armée régulière que jusqu'à la dynastie Ming. Les militaires lui ont ensuite préféré un sabre de type japonais manié initialement à deux mains.

## Culture populaire
- Kung Lao, utilise cette arme dans la saga des jeux vidéo de Mortal Kombat.
- Yun Seong utilise un dao nommé Tempête Blanche (White Storm en anglais) dans la saga de jeux vidéo de Soul.
- Zuko utilise un deux dao lorsqu'il se fait passer pour le démon bleu dans la série animée Avatar, le dernier maître de l'air.